# Riquito
Henrique Rufino Tembe znany jako Riquito (ur. 1 kwietnia 1970 w Maputo) – mozambicki piłkarz grający na pozycji pomocnika. W swojej karierze rozegrał 28 meczów i strzelił 1 gola w reprezentacji Mozambiku.

## Kariera klubowa
Niemal całą swoją karierę piłkarską Riquito spędził w klubie CD Costa do Sol. Grał w nim od 1988 do 2000, z przerwą na grę w latach 1994-1995 w portugalskim SC Espinho. Wraz z Costa do Sol wywalczył pięć tytułów mistrza Mozambiku w sezonach 1991, 1992, 1993, 1994 i 1999/2000 oraz zdobył siedem Pucharów Mozambiku w sezonach 1988, 1992, 1993, 1995, 1997, 1998/1999 i 1999/2000.

## Kariera reprezentacyjna
W reprezentacji Mozambiku Riquito zadebiutował 5 sierpnia 1990 w zremisowanym 0:0 towarzyskim meczu ze Suazi, rozegranym w Lobambie. W 1996 roku powołano go do kadry na Puchar Narodów Afryki 1996. W tym turnieju rozegrał trzy mecze grupowe: z Tunezją (1:1), z Wybrzeżem Kości Słoniowej (0:1) i z Ghaną (0:2). Od 1990 do 2000 rozegrał w kadrze narodowej 28 meczów i strzelił 1 gola.